# Shirin Abdullaeva
Shirin Abdullaeva (ouzbek : Shirin Abdullayeva ; russe : Ширин Абдуллаева), née le 14 décembre 2005 à Namangan et morte le 15 février 2025 à Tachkent, est une chanteuse, actrice et mannequin ouzbèke. Elle s’est fait connaître dans plusieurs projets musicaux et cinématographiques internationaux. Les médias l’ont surnommée « la Voix de l’Asie centrale »,. En Chine, elle était aussi connue sous le nom de Gu Tiantian.

## Biographie
Shirin Abdullaeva est née à Namangan, en Ouzbékistan. Enfant, elle participe à des concerts avec le groupe pour enfants Tantana.En 2023, elle est acceptée à la Université Tsinghua de Pékin, à la faculté des sciences sociales.Elle meurt le 15 février 2025 à l’âge de 19 ans d’une encéphalite.

## Carrière

### Musique
Abdullayeva a remporté plusieurs prix dans des concours artistiques, notamment :
- Grand Prix au Sea Sun Festival à Lloret de Mar (Espagne) en 2022[4]
- Six premières places et un Grand Prix au festival d’art de Sotchi (Russie) en 2021[7]

### Cinéma et télévision
Elle joue dans plusieurs productions :
- Qismat bitigi – série télé ouzbèke
- Merosxo‘r – coproduction cinématographique ouzbèko-chinoise[8],[9]
- Mister Nokaut – film russe réalisé par Artyom Mikhalkov[10]

## Fondation
En hommage à Shirin Abdullaeva, décédée tragiquement et prématurément, la bourse Shirin Abdullaeva a été créée à l'Université Tsinghua. Cette bourse a été créée par sa famille, notamment son père Bakhodir Abdullaev et sa sœur  Gukbakhor Tojimirzaeva, avec le soutien de la Fondation éducative de l'Université Tsinghua. Son objectif est de soutenir les étudiants en situation économique difficile mais affichant d'excellents résultats scolaires, en favorisant leur développement intégral dans le domaine du dialogue interculturel et de la pratique sociale.[10]
La bourse a été officiellement lancée le 10 avril 2025. Elle est destinée aux étudiants de la Faculté des sciences sociales de l'Université Tsinghua, dans le but de promouvoir la compréhension internationale et l'épanouissement personnel dans un contexte multiculturel,.

## Filmographie
- Qismat bitigi — série télévisée ouzbèke
- Merosxo‘r
- 2022 : Mister Nokaout d'Artiom Mikhalkov

## Récompenses
- Prix Zulfiya (2023)[13]
- Grand Prix – Sea Sun Festival (2022)
- Grand Prix – Festival d’art international de Sotchi (2021)